# Raionul Strîi (pre-2020), Liov
Strîi (în ucraineană Стрийський район, transliterat: Strîiskîi raion) este un raion în regiunea Liov, Ucraina. Reședința sa este orașul regional Strîi, care nu aparține raionului.

## Demografie
Componența lingvistică a raionului Strîi
     Ucraineană (99,27%)
     Alte limbi (0,65%)
Conform recensământului din 2001, majoritatea populației raionului Strîi era vorbitoare de ucraineană (99,27%), existând în minoritate și vorbitori de alte limbi.